# Maoriwaaierstaart
De maoriwaaierstaart (Rhipidura fuliginosa) is een zangvogel uit de familie Rhipiduridae (waaierstaarten). Het is een endemische vogelsoort van Nieuw-Zeeland. De Māori-naam is 'Pīwakawaka'.

## Taxonomie
Deze soort is afgesplitst van de grijze waaierstaart. Volgens de regels van de Zoölogische nomenclatuur behoudt deze soort de wetenschappelijke naam Rhipidura fuliginosa, waardoor het lijkt of de grijze waaierstaart, die nu de wetenschappelijke naam Rhipidura albiscapa krijgt, is afgesplitst. De grijze waaierstaart komt voor in Australië en Nieuw-Caledonië.

## Kenmerken
De lichaamslengte bedraagt 14 tot 17 cm.

## Verspreiding en ondersoorten
Deze soort komt alleen voor in Nieuw-Zeeland en telt vier ondersoorten waarvan een is uitgestorven:
- R. f. fuliginosa: Stewarteiland en Zuidereiland.
- R. f. placabilis: Noordereiland.
- R. f. penita: Chathameilanden.
- † R. f. cervina: Lord Howe-eiland (uitgestorven).

## Status
De grootte van de populatie is niet gekwantificeerd maar de soort wordt omschreven als algemeen tot plaatselijk zeer talrijk. Op de Rode lijst van de IUCN heeft deze soort de status niet bedreigd.